# Diocesi di Kuopio
La diocesi di Kuopio (in finlandese Kuopion hiippakunta) è una diocesi della chiesa evangelica luterana della Finlandia presieduta dalla vescovo di Kuopio, che risiede nella cattedrale di Kuopio.
Una diocesi era stata istituita nel 1851, ma nel 1900 lo zar Nicola II ordinò il suo trasferimento a Oulu, diventando la sede omonima. La diocesi attuale è stata invece creata nel 1939 per servire la Finlandia orientale. La diocesi conta circa 333.000 membri. Le più grandi parrocchie all'interno della diocesi sono le chiese di Isalmi, Joensuu, Kajaani, Kuopio e Rautalammi. L'attuale vescovo di Kuopio è Jari Jolkkonen.

## Cronotassi dei vescovi
- Eino Sormunen, 1939–1962
- Olavi Kares, 1962–1974
- Paavo Kortekangas, 1974–1981
- Jukka Malmivaara, 1981–1984
- Matti Sihvonen, 1984–1996
- Wille Riekkinen, 1996–2012
- Jari Jolkkonen, 2012–in carica